# Szabadszentkirály
Szabadszentkirály je selo u južnoj Mađarskoj.
Zauzima površinu od 12,69 km četvornih.

## Zemljopisni položaj
Nalazi se na 46° 1' sjeverne zemljopisne širine i 18° 2' istočne zemljopisne dužine. Bičir je 1,5 km sjeveroistočno, Pécsbagota je 1 km jugoistočno, Zuka je 3 km istočno, a Pazanj 3,5 km istočno. Gredara je 1 km jugozapadno, a Királyegyháza je 4,5 km zapadno. Kotarsko sjedište Selurinac je 3,5 km sjeverozapadno.

## Upravna organizacija
Upravno pripada Selurinačkoj mikroregiji u Baranjskoj županiji. Poštanski broj je 7951. Szabadszentkirályu upravno pripada zaselak Horváthtanya.

## Stanovništvo
Szabadszentkirály ima 784 stanovnika (2001.). 
1910. je u ovom selu živjelo 849 stanovnika, od čega su 833 bila Mađari. 836 su bili rimokatolici, 6 reformiranih i 6 židovske vjere.

## Vanjske poveznice
- Szabadszentkirály na fallingrain.com